# Вільянуева-де-Оскос
Вільянуева-де-Оскос (ісп. Villanueva de Oscos, галісійсько-астурійською Vilanova d'Ozcos) — муніципалітет в Іспанії, у складі автономної спільноти Астурія. Населення — 382 осіб (2009).
Муніципалітет розташований на відстані близько 420 км на північний захід від Мадрида, 95 км на захід від Ов'єдо.
Муніципалітет складається з таких паррокій: Сан-Хосе-Хестосо, Мартуль, Сан-Крістобаль.

## Демографія
Динаміка населення (INE ):

## Галерея зображень

Розташування муніципалітету